# Nu Invest
A Nu Invest (anteriormente Easynvest) é uma corretora de valores brasileira fundada em 1968.

## História
A fundação da Nu Invest ocorreu em 1968, com o nome de Título Corretora de Valores. Em 1999, foi uma das primeiras corretoras no país a oferecer um serviço de compra e venda de ações pela internet, o home broker. Essa ferramenta foi denominada de Easynvest. Criou seu novo site e portal de investimentos em 2016. No mesmo ano, lançou o primeiro aplicativo de investimentos em renda fixa do Brasil.
Se tornou, em 2016, a corretora líder no Tesouro Direto, com mais de 100 mil investidores no título público.
Em 2017, foi considerada pela CB Insights uma das 250 mais inovadoras, com a missão de facilitar o acesso ao mercado financeiro no Brasil.
Também em 2017, vendeu uma participação minoritária relevante da corretora por R$ 200 milhões de reais para a Nyx Participações, empresa controlada pelo fundo americano Advent International.
Em 2019, depois de duas décadas na presidência da corretora, Marcio Cardoso, sócio-fundador, deixou o cargo para Fernando Miranda, ex-diretor de novos negócios do Santander.
No mesmo ano, visando se consolidar de vez no mercado de renda variável, a Easynvest reduziu 90% taxas para operações de day trade. Ainda em 2019, após ter passado seis meses desenvolvendo, lançou uma plataforma de renda variável com uma interface mais amigável e com informações que atendem as demandas do pequeno investidor.
No dia 11 de setembro de 2020, o Nubank anunciou a compra da corretora Easynvest. Com a aquisição, o banco digital entra no mercado de investimentos, em um momento de juro baixo e grande demanda por ativos de risco.
No dia 1 de junho de 2021, foi anunciado o início da integração da corretora com o banco digital. Para marcar a nova fase, a corretora passou a ser identificada pela marca 'Easynvest by Nubank'.
No dia 17 de agosto de 2021, como parte da integração da corretora com o Nubank, foi anunciada a alteração do nome de 'Easynvest by Nubank' para 'Nu Invest'.

## InvestNews
O InvestNews é uma plataforma multimídia de notícias e conteúdo educativo sobre economia e finanças, lançado pela Easynvest em 14 de janeiro de 2020. O projeto conta com um site, além de um canal no YouTube, redes sociais e podcasts publicado em diferentes plataformas.

### História
A Easynvest anunciou o lançamento do InvestNews em dezembro de 2019. Para liderar o projeto, foram convidados Fabio Trevizan, que já esteve a frente do canal Kondzilla, além do jornalista e economista Dony De Nuccio e do economista Samy Dana, que foram anunciados como heads de conteúdo da corretora. A dupla já havia trabalhado em parceria em programas da rede Globo.
Em 24 de junho de 2020, o canal passou a integrar dispositivos com a Alexa, o sistema de inteligência artificial da Amazon, para executar os programas do InvestNews em formato de podcast.
Na ocasião do seu aniversário de um ano, o site havia publicado cerca 3 mil notícias, colunas e matérias. Seu canal no YouTube somava na época 221 mil seguidores. Entre os empresários já entrevistados, estavam Luiza Trajano, do Magazine Luiza, Flavio Augusto, dono da rede Wise Up, e Caito Maia, da Chilli Beans.

### Prêmios
Por seu trabalho no InvestNews, as jornalistas Fabiana Ortega, Janaína Ribeiro, Karina Trevizan e a editora-chefe Taís Laporta entraram em novembro de 2019 para a lista dos +Admirados da Imprensa de Economia, que integra a premiação +Admirados da Imprensa de Economia, Negócios e Finanças, promovida pelo Jornalistas&Cia.